# 唐山路
唐山路是一條橫跨中華人民共和國上海市虹口區、杨浦區一條西南-東北走向道路，分為兩段。一段西南起商丘路，东至通北路。另一段西起周家嘴路，東至許昌路。道路始建於清朝光绪三十年（1904年）。中華民国2年（1913年），有河流被填埋並且作為唐山路的延伸段。道路曾用名洞庭路、塘山路，後來以河北唐山作為道路的名稱。